# Argostemma riparium
Argostemma riparium är en måreväxtart som beskrevs av Henry Nicholas Ridley. Argostemma riparium ingår i släktet Argostemma och familjen måreväxter.
Artens utbredningsområde är Sumatera. Inga underarter finns listade i Catalogue of Life.